# François Bégaudeau

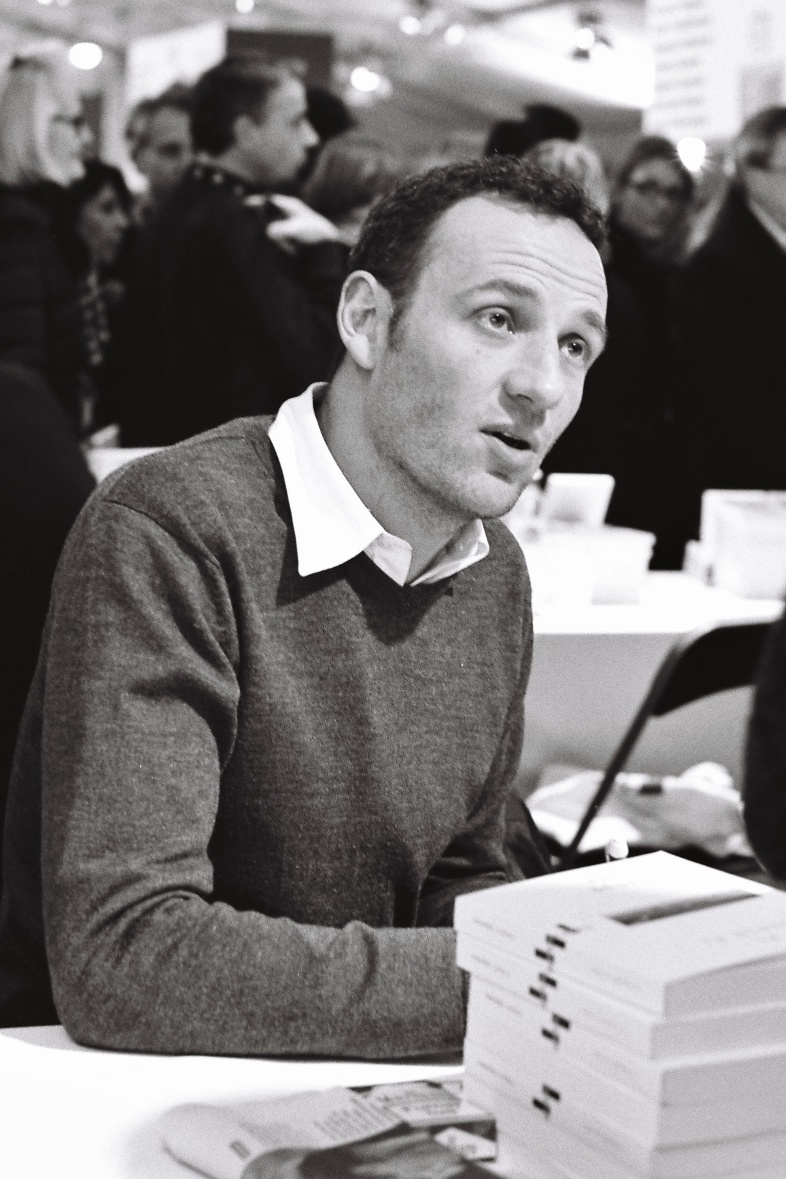
François Bégaudeau in 2011.

François Bégaudeau (Luçon, 27 april 1971) is een Frans schrijver.  Hij is vooral bekend als medeschrijver en hoofdrolspeler in Entre les murs (2008), een film gebaseerd op zijn gelijknamige roman uit 2006. De film won de Palme d'Or op het Filmfestival van Cannes in 2008 en werd genomineerd voor een Academy Award voor Beste Buitenlandse Film in 2009.

## Boeken

### Fictie
- Jouer juste, Éditions Verticales, 2003
- Dans la diagonale, Éditions Verticales, 2005
- Entre les murs, Éditions Verticales, 2006
- Fin de l'histoire, Éditions Verticales, 2007
- Vers la Douceur, Éditions Verticales, 2009
- Histoire de ta bêtise, Éditions Fayard/Pauvert, 2019
- Notre Joie, Éditions Fayard/Pauvert, 2021
- L'Amour, Éditions Verticales, 2023 [Ned. vert. door Lies Lavrijsen: De liefde, Antwerpen: Standaard Uitgeverij, 2025]

### Essays
- Un démocrate : Mick Jagger 1960-1969, Naïve Records, 2005
- Samenwerking voor Débuter dans l'enseignement : Témoignages d'enseignants, conseils d'experts, ESF, 2006
- Samenwerking voor Devenirs du roman, Naïve Records, 2007
- Samenwerking voor Une année en France : Réferendum/banlieues/CPE, Gallimard, 2007
- Met Aurélie Filippetti, Arnaud Cathrine, Maylis de Kerangal en Joy Sorman), J’ai vingt ans, qu’est-ce qui m’attend ?, 2012.

### Strips (scenariste)
- Mâle occidental contemporain van Clément Oubrerie

## Filmografie

### Scenarioschrijver
- 2008 : Entre les murs (regie: Laurent Cantet)
- 2011 : Sports de filles (adviseur)
- 2014 : Max et Lenny (met Fred Nicolas)
- 2015 : Un Homme d'État (met Pierre Courrège)
- 2016 : Rupture pour tous (regie: Éric Capitaine)
- 2018 : Mektoub, my love: canto uno (regie: Abdellatif Kechiche; de film is een adaptatie van La Blessure, la vraie)

### Filmregisseur
- 2007 : Jacques, korte film opgenomen in Brest
- 2016 : N'importe qui, documentaire
- 2020 : Autonomes, docufictie

### Acteur
- 2008 : Entre les murs
- 2016 : Rupture pour tous

- Biblioteca Nacional de España: XX4773642
- Bibliothèque nationale de France: cb14502946v (data)
- Catàleg d'autoritats de noms i títols de Catalunya: 981058525250106706
- Gemeinsame Normdatei: 137196652
- International Standard Name Identifier: 0000 0001 2148 9579
- Library of Congress Control Number: n2005053423
- Nationale Bibliotheek van Tsjechië: mub2012680883
- Nationale Bibliotheek van Israël: 987007421645805171
- Nederlandse Thesaurus van Auteursnamen: 301884226
- Istituto Centrale per il Catalogo Unico: PARV490464
- Système universitaire de documentation: 07736094X
- Virtual International Authority File: 119601573
- WorldCat: E39PBJrrBKTgFF66fj3FWYGrbd